# Wim Kras
Wim Kras (Volendam, 5 de febrero de 1944-Volendam, 14 de febrero de 2023) fue un futbolista neerlandés que jugó como delantero en el Volendam.

## Carrera
Kras se unió a la academia en el club local Volendam, haciendo su debut con el club el 22 de noviembre de 1959 en una derrota por 3-0 contra el Ajax. Como resultado de comenzar el juego, Kras se convirtió en el jugador más joven en la historia de la Eredivisie, a la edad de quince años y doscientos noventa días, un récord que se mantiene hasta el día de hoy. El 15 de mayo de 1960, Kras rompió otro récord de la Eredivisie, convirtiéndose en el goleador más joven de la liga durante una derrota por 3-1 contra el MVV Maastricht, a la edad de dieciséis años y cien días. Durante su carrera, Kras jugó 400 partidos de liga con el Volendam, anotando 90 veces.

## Carrera internacional
Kras representó a los Países Bajos a nivel sub-16 y sub-18 .

## Vida personal y muerte
Kras murió el 14 de febrero de 2023, a la edad de 79 años.